# Alchemilla diplophylla
Alchemilla diplophylla é uma espécie de rosácea do gênero Alchemilla, pertencente à família Rosaceae.